# Bass Sultan Hengzt
Bass Sultan Hengzt (de son vrai nom Fabio Cataldi ; né le 14 août 1981 à Berlin), est un rappeur allemand.

## Biographie
Cataldi, dont la famille est originaire de Turquie du côté de sa mère et d'Italie du côté de son père, grandit dans le quartier berlinois de Lichterfelde. Il commence sa carrière de rappeur sur le label underground berlinois Bassboxxx. D'après ses déclarations dans le magazine Juice, c'est de là que vient son nom : Bass pour Bassboxxx, l'un des premiers labels berlinois, « Sultan comme Bigboss », « Hengzt doit représenter le côté italien - Italian Stallion ».
Le 6 février 2008, Bass Sultan Hengzt se fait agresser au couteau par une femme à Berlin-Schöneberg, qui s'est faite repoussée par un ami du rappeur. Après l'arrivée de la police, Bass Sultan Hengzt et ses deux amis sont arrêtés par erreur. Ils passent ensuite la nuit en garde à vue,.
Le 4 avril 2014, Bass Sultan Hengzts sort son sixième album solo Endlich erwachsen. L'album est en grande partie produit par Serk. En janvier 2021, Fler annonce la signature de Bass Sultan Hengzt à son label Maskulin.

## Discographie
- 2003 : Rap braucht kein Abitur
- 2005 : Rap braucht immer noch kein Abitur
- 2006 : Berliner Schnauze
- 2007 : Der Schmetterlingseffekt
- 2009 : Zahltag
- 2014 : Endlich erwachsen
- 2015 : Musik wegen Weibaz
- 2017 : 2ahltag: Riot
- 2019 : Bester Mann
- 2020 : Macho
- 2021 : Ketten raus Kragen hoch